# Pitus Prat
José Prat Ripollés (Barcelona, 26 de abril de 1911-11 de marzo de 1988), deportivamente conocido como Pitus Prat, fue un futbolista y entrenador español. Jugaba como extremo derecho, y desarrolló la mayor parte de su carrera en el R. C. D. Español, siendo también internacional con España. Ha pasado a la historia por ser el autor del primer gol de la historia del campeonato de liga de Primera División de España, en un encuentro entre el R. C. D. Español y el Real Unión disputado el 10 de febrero de 1929.

## Trayectoria
Inició su carrera en el equipo de su barrio, el Gràcia FC de Barcelona. Con 17 años se incorporó a otro equipo de la ciudad condal, el RCD Español. Un año más tarde, el 3 de febrero de 1929, hizo historia al conquistar la primera Copa del Rey con el club blanquiazul. Prat no jugó la final contra el Real Madrid, pero una semana después sí participó en la primera jornada del campeonato de liga, ya que el técnico Jack Greenwell quiso dar descanso al equipo campeón de Copa, alineando a los suplentes en el estreno de la liga española. En aquella histórica jornada inaugural, disputada el 10 de febrero de 1929, el RCD Español recibía en Sarriá al Real Unión de Irún. A los cinco minutos de juego, Prat marcó el primer tanto de la historia de la liga española, al rematar a gol un balón rechazado por la zaga irundarra, tras un disparo de su compañero, Rafael Oramás. Las crónicas de la época narraban así el histórico gol:

Vantolrá y Oramás en una de sus combinaciones crean el peligro ante Emery; Oramás chuta y la pelota rebota en un irundarra dirigiéndose con mal efecto hacia el goal. Prat, oportuno y bien colocado, entra contra ella y sin perder momento la serenidad seguro y calculando, cuela el primer goal, que es recibido con la ovación que es de suponer. El Mundo Deportivo

Ese fue, no obstante, el único gol conseguido esa temporada por Prat, que solo participó en 6 de las 18 jornadas de liga. Sus números fueron todavía más discretos en la siguiente temporada, cuando solo fue alineado en tres partidos.
Sin embargo, el relevo en el banquillo de Greenwell por Caicedo, la temporada 1930/31, cambió radicalmente la situación de Prat, que se convirtió en titular indiscutible y uno de los puntuales ofensivos del equipo, llegando incluso a alcanzar la internacionalidad con España. Pero con 25 años su progresión quedó interrumpida con el estadillo de la guerra civil española, que paralizó la competiciones en el país.
Regresó a la actividad la temporada 1939/40, y esa misma campaña lograba un nuevo título de Copa, el segundo en la historia del RCD Español. La siguiente temporada, Prat firmó por el Real Madrid, donde colgó las botas en 1941.
Tras su retirada, y durante algún tiempo, fue entrenador de varios equipos  como el RCD Mallorca, la Gimnástica de Torrelavega o el Club Deportivo Granollers. Posteriormente, se alejó del fútbol y fue funcionario municipal, trabajando como consumero en el mercado de la Libertad del distrito de Gracia, en Barcelona.  Falleció en la ciudad condal en  1988, a los 76 años de edad.

## Selección nacional
Fue internacional en cuatro ocasiones con la selección de fútbol de España, sin conseguir ningún gol. Debutó con la camiseta roja el 2 de abril de 1933, en un amistoso contra Portugal, saltando al césped en el once titular.
Ese mismo año jugó otros tres encuentros amistosos con España, incluyendo la histórica victoria por 13-0 ante Bulgaria, la mayor goleada conseguida por la selección española.

## Clubes
| Club        | País   | Año       |
| ----------- | ------ | --------- |
| Gràcia FC   | España | 1928      |
| RCD Español | España | 1928-1940 |
| Real Madrid | España | 1940-1941 |

## Palmarés

### Campeonatos nacionales
| Título       | Club        | País   | Año  |
| ------------ | ----------- | ------ | ---- |
| Copa del Rey | RCD Español | España | 1929 |
| Copa del Rey | RCD Español | España | 1940 |

### Campeonatos regionales
| Título                 | Club        | País   | Año  |
| ---------------------- | ----------- | ------ | ---- |
| Campeonato de Cataluña | RCD Español | España | 1929 |
| Campeonato de Cataluña | RCD Español | España | 1933 |
| Campeonato de Cataluña | RCD Español | España | 1937 |
| Campeonato de Cataluña | RCD Español | España | 1940 |